# Берденъёль
Берденъёль (Берданъёль, устар. Войвож) — река в России, протекает по Ижемскому району Республики Коми. Впадает в Большую Вольму.
Течёт преимущественно с севера на юг. Высота истока — выше 145 м над уровнем моря. Устье реки находится в 54 км от устья Большой Вольмы по левому берегу. Высота устья — 51 м над уровнем моря. Длина реки составляет 32 км.

## Данные водного реестра
По данным государственного водного реестра России относится к Двинско-Печорскому бассейновому округу, водохозяйственный участок реки — Печора от впадения реки Уса до водомерного поста Усть-Цильма, речной подбассейн реки — бассейны притоков Печоры ниже впадения Усы. Речной бассейн реки — Печора.
Код объекта в государственном водном реестре — 03050300112103000075311.